# Кейп-Фір (річка)
Кейп-Фір — річка у США у штаті Північна Каролайна. Річка є чорноводою. Впадає у Атлантичний океан біля мису Кейп-Фір. Утворюється злиттям річок Діп і Хав. Довжина — 325 км; витрата води — 110 м³/сек.
Над річкою розташовані Фаєтвілл і Вілмінгтон.